# Terremoto de Guatemala de 1874
El terremoto de Guatemala de 1874 ocurrió el 3 de septiembre de 1874 con epicentro en Patzicía, y afectó considerablemente a los departamentos de Amatitlán, Escuintla y Chimaltenango y daño varias estructuras en la Antigua Guatemala.  En Chimaltenango destruyó completamente el poblado de Parramos, que tuvo que trasladarse al valle de Panaj, situado a 3.5 km del poblado original.

## Acontecimientos
De acuerdo al periódico estadounidense The New York Times, el terremoto de Guatemala del 3 de septiembre de 1874 fue el más devastador de los que se registraron en ese año en todo el mundo. No solamente se destruyó completamente el pueblo de Parramos,
 sino que bandas de forajidos armados con cuchillos y otras armas punzocortantes intentaron asaltar a los damnificados y robarles lo poco que les quedaba; afortunadamente, las bandas fueron capturadas por la policía del gobierno del general Justo Rufino Barrios y ejecutadas sumariamente.
Los sismos se iniciaron en agosto, pero nadie les puso atención pues la población estaba acostumbrada a que temblara con cierta frecuencia; es más, no impidieron que se celebrara una gran gala en honor al enlace matrimonial del presidente Barrios con su joven esposa, Francisca Aparicio de Barrios.
Un testigo relató que el terremoto se sintió como una combinación de una larga serie de movimientos verticales y horizontales que hacían que pareciera que el suelo se movía en forma de olas y que se elevaba hasta un pie de alto por encima de su nivel normal.
Otro testigo indicó que el pueblo de San Miguel Dueñas quedó totalmente destruido, y quienes lograron sobrevivir salieron huyendo buscando áreas más seguras.  En total, hubo US$300,000 en pérdidas; los poblados afectados aparte de Antigua Guatemala, Dueñas, Parramos y Patzicía, fueron Jocotenango, San Pedro Sacatepéquez, Ciudad Vieja y Amatitlán.  El testigo —quien se encontraba en la ciudad de Antigua Guatemala— relató su experiencia así: «Todos los objetos a mi alrededor se estaban moviendo.  Me dio la sensación de que había caído dentro de un agujero y que al caer dentro chocaba contra un objeto que salía del suelo; nunca pude recuperar el equilibrio.  Además de todo esto, se escuchaban los gritos de auxilio de la gente, los crujidos y rechinidos de las paredes, retumbos tan fuertes como truenes desde el fondo de la tierra, el ruido que hacían las tejas, paredes y casas al caer, todo formando un concierto infernal que nunca voy a poder olvidar».
El sismo tardó alrededor de treinta segundos.  Tras un largo rato se escuchó el coro de cientos de voces cantando un himno al Creador pidiendo clemencia.  Durante toda la noche hubo réplicas de intensidad variable que generaban alarma y nuevos cantos de clemencia.

## Víctimas
Hubo ciento dieciséis muertos y ochenta y cinco heridos en Patzicía, que fue el epicentro del terremoto. Por su parte, en Parramos se reportaron cerca de doscientos fallecidos.  Dos ríos que bajan de los volcanes cercanos se salieron de sus cauces y arrastraron veinte chozas que estaban a las orillas de los mismos, matando a veinte de sus ocupantes.

## Consecuencias
El poblado de Parramos quedó completamente destruido por el terremoto y por orden del gobierno tuvo que ser trasladado al lugar denominado «Panaj», en cuyo terreno se concedieron pequeños lotes a los vecinos, proceso que estuvo a cargo del coronel José Nájera, quien entonces desempeñaba la Jefatura política de Chimaltenango. El 10 de agosto de 1882, siendo presidente interino el general José María Orantes, se acordó extender las escrituras oficiales a los agraciados con los terrenos,  mediante la adjudicación gratuita de los mismos.